# Patinação artística na Universíada de Inverno de 2011 - Individual feminino
A competição individual feminino da patinação artística na Universíada de Inverno de 2011 foi realizada na GSIM Yenişehir Ice Hockey Hall, em Erzurum, Turquia. O programa curto foi disputado no dia 3 de fevereiro e a patinação livre no dia 4 de fevereiro de 2011.

## Medalhistas
| Ouro   | FRA Candice Didier |
| Prata  | ESP Sonia Lafuente |
| Bronze | JPN Shion Kokubun  |

## Resultados

### Geral
| Pos.              | Nome                 | Nacionalidade | Pontos | PC         | PL         |
| ----------------- | -------------------- | ------------- | ------ | ---------- | ---------- |
| Medalha de ouro   | Candice Didier       | França        | 144.08 | 54.40 (1)  | 89.68 (4)  |
| Medalha de prata  | Sonia Lafuente       | Espanha       | 143.43 | 52.00 (2)  | 91.43 (2)  |
| Medalha de bronze | Shion Kokubun        | Japão         | 141.80 | 51.08 (3)  | 90.72 (3)  |
| 4                 | Linnea Mellgren      | Suécia        | 136.72 | 45.06 (8)  | 91.66 (1)  |
| 5                 | Shoko Ishikawa       | Japão         | 131.30 | 49.90 (4)  | 81.40 (8)  |
| 6                 | Roberta Rodeghiero   | Itália        | 129.17 | 44.42 (10) | 84.75 (6)  |
| 7                 | Jelena Glebova       | Estônia       | 127.87 | 42.52 (13) | 85.35 (5)  |
| 8                 | Kerstin Frank        | Áustria       | 123.47 | 42.28 (14) | 81.19 (9)  |
| 9                 | Daša Grm             | Eslovênia     | 121.80 | 43.54 (12) | 78.26 (10) |
| 10                | Alice Garlisi        | Itália        | 120.64 | 37.70 (17) | 82.94 (7)  |
| 11                | Maria Artemieva      | Rússia        | 120.64 | 46.40 (6)  | 74.24 (12) |
| 12                | Francesca Rio        | Itália        | 115.91 | 39.94 (15) | 75.97 (11) |
| 13                | Bettina Heim         | Suíça         | 114.75 | 46.48 (5)  | 68.27 (17) |
| 14                | Mari Suzuki          | Japão         | 113.92 | 44.52 (9)  | 69.40 (15) |
| 15                | Andrea Kreuzer       | Áustria       | 110.05 | 45.12 (7)  | 64.93 (18) |
| 16                | Irina Movchan        | Ucrânia       | 109.02 | 39.40 (16) | 69.62 (14) |
| 17                | Jiao Yunya           | China         | 106.04 | 35.90 (19) | 70.14 (13) |
| 18                | Constanze Paulinus   | Alemanha      | 104.30 | 43.58 (11) | 60.72 (21) |
| 19                | Henriikka Hietaniemi | Finlândia     | 102.97 | 34.06 (20) | 68.91 (16) |
| 20                | Lejeanne Marais      | África do Sul | 96.21  | 32.14 (22) | 64.07 (19) |
| 21                | Myriam Leuenberger   | Suíça         | 94.48  | 37.28 (18) | 57.20 (24) |
| 22                | Nika Ceric           | Eslovênia     | 93.32  | 33.92 (21) | 59.40 (22) |
| 23                | Monica Gimeno        | Espanha       | 90.21  | 26.50 (25) | 63.71 (20) |
| 24                | Sin Na-hee           | Coreia do Sul | 86.09  | 27.82 (23) | 58.27 (23) |
| 25                | Renk Kemaloglu       | Turquia       | 79.76  | 24.62 (27) | 55.14 (25) |
| 26                | Victoria Liakhava    | Bielorrússia  | 75.90  | 27.64 (24) | 48.26 (27) |
| 27                | Aida Rybalko         | Lituânia      | 74.21  | 19.26 (30) | 54.95 (26) |
| 28                | Elena Rodrigues      | Brasil        | 72.48  | 25.72 (26) | 46.76 (29) |
| 29                | Beril Bektas         | Turquia       | 64.50  | 17.68 (31) | 46.82 (28) |
| 30                | Alessia Baldo        | Brasil        | 59.28  | 19.86 (29) | 39.42 (30) |
| 31                | Kim Falconer         | África do Sul | 57.88  | 22.64 (28) | 35.24 (31) |
| 32                | Allysha Tan          | Malásia       | 48.57  | 17.40 (32) | 31.17 (32) |
| WD                | Minna Parviainen     | Finlândia     | —      | — (WD)     |            |
| WD                | Ekaterina Kozireva   | Rússia        | —      | — (WD)     |            |

Legenda
| Recorde mundial      | Recorde mundial (World record)               |                       | Recorde africano                      | Recorde africano (African) |                                           | Q | Classificado por posição (Qualified) |
| Recorde olímpico     | Recorde olímpico (Olympic record)            | Recorde da América    | Recorde da América (Americas)         | q                          | Classificado por melhor tempo (Qualified) |   |                                      |
| Melhor marca do ano  | Melhor marca do ano (World leading)          | Recorde asiático      | Recorde asiático (Asian)              | DNS                        | Não largou (Did not start)                |   |                                      |
| Recorde nacional     | Recorde nacional (National record)           | Recorde europeu       | Recorde europeu (European)            | DNF                        | Não terminou (Did not finish)             |   |                                      |
| Recorde pessoal      | Recorde pessoal do atleta (Personal best)    | Recorde da Oceania    | Recorde da Oceania (Oceania)          | DSQ / DQ                   | Desclassificado (Disqualified)            |   |                                      |
| Recorde da temporada | Recorde da temporada do atleta (Season best) | Recorde sul-americano | Recorde sul-americano (South America) | NM                         | Sem marca (No mark)                       |   |                                      |